# ATC kod A04
ATC kod A04 Antiemetici su terapeutska podgrupa sistema za anatomsko terapeutsko hemijsku klasifikaciju. Ovaj sistem alfanumeričkih kodova je razvio  za klasifikaciju lekova i drugih medicinskih proizvoda.  Podgrupa A04 je deo anatomske grupe A Alimentarni trakt i metabolizam.

Kodovi za veterinarsku upotrebu (ATCvet kodovi) se mogu formirati stavljanjem slova Q ispred humanih ATC kodova: QA04... ATCvet kodovi bez odgovarajućeg humanog ATC koda su navedeni sa vodećim Q na sledećoj listi.
Nacionalna izdanja ATC klasifikacije mogu da obuhvataju dodatne kodove koji nisu prisutni na ovoj listi.

## A04AAntiemetici

### A04AASerotoninski(5-3)antagonisti
A04AA01 Ondansetron
A04AA02 Granisetron
A04AA03 Tropisetron
A04AA04 Dolasetron
A04AA05 Palonosetron

### A04AD Drugi antiemetici
A04AD01 Skopolamin
A04AD02 Cerijum oksalat
A04AD04 Hlorobutanol
A04AD05 Metopimazin
A04AD10 Dronabinol
A04AD11 Nabilon
A04AD12 Aprepitant
A04AD13 Kasopitant
A04AD51 Skopolamin, kombinacije
A04AD54 Hlorobutanol, kombinacije
QA04AD90 Maropitant